# Mick Grabham
Mick Grabham (* 22. Januar 1948 in Sunderland, England) ist ein britischer Rock- und Blues-Gitarrist.

## Leben und Werdegang
Grabham spielte (unter dem Pseudonym Mike Graham) von 1968 bis 1969 in der Popband Plastic Penny, die einige Hits in Großbritannien landete.
1969 gründete er die Band Cochise, die Rockmusik mit Anleihen aus Country und Hard Rock spielte und von 1970 bis 1972 drei Alben veröffentlichte.
1972 nahm er ein Solo-Album mit dem Titel Mick the Lad auf.
Von 1973 bis 1977 war Grabham Gitarrist bei der Band Procol Harum, wo er indirekt Robin Trower ablöste und dessen Blues-Rock-Sound durch Anleihen aus Country und Folk ergänzte. Insgesamt spielte er mit Procol Harum vier Studioalben ein und verließ die Band erst kurz vor deren geplanter Auflösung.
1975 wirkte er zusammen mit dem Procol-Harum-Schlagzeuger B. J. Wilson am Rocky-Horror-Picture-Show-Soundtrack mit.
1979 spielte Grabham in der Band Bandit und spielte auf dem Album Partners in Crime. Er tritt bis heute nur noch sporadisch auf, so zum Beispiel auf einigen Reunions von Procol Harum und Auftritten in dem R&B-Trio Los Amigos.